# Lannea schimperi
Lannea schimperi är en sumakväxtart som först beskrevs av Ferdinand von Hochstetter och Achille Richard, och fick sitt nu gällande namn av Adolf Engler. Lannea schimperi ingår i släktet Lannea och familjen sumakväxter. Inga underarter finns listade i Catalogue of Life.